# Сан Ђорђо ди Ломелина
Сан Ђорђо ди Ломелина (итал. San Giorgio di Lomellina) је насеље у Италији у округу Павија, региону Ломбардија.
Према процени из 2011. у насељу је живело 1116 становника. Насеље се налази на надморској висини од 100 м.

## Становништво
Према резултатима пописа становништва 2011. у општини је живело 1.155 становника.
| 1931. | 1936. | 1951. | 1961. | 1971. | 1981. | 1991. | 2001. | 2011. |
| ----- | ----- | ----- | ----- | ----- | ----- | ----- | ----- | ----- |
| 2.590 | 2.579 | 2.565 | 2.226 | 1.718 | 1.482 | 1.272 | 1.202 | 1.155 |